# Miroslav Kirov
Miroslav Stefanov Kirov –en búlgaro, Мирослав Киров– (Sliven, 23 de mayo de 1991) es un deportista búlgaro que compite en lucha libre.
Ganó dos medallas en el Campeonato Europeo de Lucha, plata en 2021 y bronce en 2014.

## Palmarés internacional
| Campeonato Europeo | Campeonato Europeo | Campeonato Europeo | Campeonato Europeo |
| Año                | Lugar              | Medalla            | Categoría          |
| ------------------ | ------------------ | ------------------ | ------------------ |
| 2014               | Vantaa (Finlandia) | Medalla de bronce  | 70 kg              |
| 2021               | Varsovia (Polonia) | Medalla de plata   | 74 kg              |